# カナダ銀行協会
カナダ銀行協会（英称：Canadian Bankers Association）は、カナダの特許銀行（公認銀行）の代表として組織された機関で、会員と消費者に対し、銀行業務への働きかけ、政策展開、研究とサポートなどの向上を目的としたサービスを提供している。
1891年の設立で、カナダ産業界では最も古い企業団体である。